# Municipio de Quinton
El municipio de Quinton (en inglés: Quinton Township) es un municipio ubicado en el condado de Salem  en el estado estadounidense de Nueva Jersey. En el año 2010 tenía una población de 2,666 habitantes y una densidad poblacional de 42 personas por km².

## Geografía
El municipio de Quinton se encuentra ubicado en las coordenadas 39°31′45″N 75°23′30″O / 39.52917, -75.39167.

## Demografía
Según la Oficina del Censo en 2000 los ingresos medios por hogar en el municipio eran de $41,193 y los ingresos medios por familia eran $48,272. Los hombres tenían unos ingresos medios de $32,394 frente a los $22,198 para las mujeres. La renta per cápita para la localidad era de $18,921. Alrededor del 9.3% de la población estaba por debajo del umbral de pobreza.